# Хорс Шу (Северна Каролина)
Хорс Шу (енгл. Horse Shoe) насељено је место без административног статуса у америчкој савезној држави Северна Каролина.

## Демографија
По попису из 2010. године број становника је 2.351.
| Група             | 2000.    | 2010.         |
| Белци             | 0 (0,0%) | 2.227 (94,7%) |
| Афроамериканци    | 0 (0,0%) | 18 (0,8%)     |
| Азијати           | 0 (0,0%) | 5 (0,2%)      |
| Хиспаноамериканци | 0 (0,0%) | 63 (2,7%)     |
| Укупно            | 0        | 2.351         |